# Luxemburgi Szocialista Munkáspárt
A Luxemburgi Szocialista Munkáspárt (luxemburgiul: Lëtzebuerger Sozialistisch Arbeiterpartei) rövidítve LSAP egy balközép, szociáldemokrata, európa-párti, politikai párt Luxemburgban.
Az LSAP a harmadik legnagyobb párt a luxemburgi képviselőházban, a 2023-as választásokon 60 mandátumból 12-t szerzett, és egy mandátummal rendelkezik az Európai Parlamentben. 2022 márciusa óta a párt elnöke Francine Closener és Dan Biancalana.

## Története[2]
1896: Az első szocialista eszméket hirdető politikusokat beválasztják a képviselőházba.
1902: Megszületik a szociáldemokrata párt, a jelenlegi LSAP.
1921: A luxemburgi szocialisták nem hajlandóak csatlakozni a Szovjet Kommunista Párt uralma alatt álló Kommunista Internacionáléhoz.
1924: A luxemburgi szocialisták belga és angol bajtársaik mintájára munkáspárttá szerveződnek.
1937: A szocialisták először lépnek be a kormányba. 
1940-45: A náci megszállók minden politikai pártot betiltanak és feloszlatnak.  A háború után a párt Luxemburgi Szocialista Munkáspárt néven újjáalakul.
1951: A párt megnyeri a választásokat és 1959-ig kormányon is marad.
1970: Párttagok 15%-a kilép a pártból.
1974: A szocialisták 1979-ig koalíciós kormányt alakítanak a liberálisokkal. Fontos politikai és társadalmi reformokat hajtanak végre.
1979: A reformok ellenére is, a párt elvesztette a választásokat.
1981: A párt nyitott baloldali pártnak határozza meg magát.
1984: A leadott szavazatok 33,75%-ával a párt egyértelmű választási győzelmet arat. 
1989: A párt koalíciós kormányt alakít a luxemburgi keresztényszocialistákkal.
1999: A párt elveszti a választásokat.
2005: Az önkormányzati választásokon a párt növeli előnyét a többi párttal szemben.
2009: Megújul a koalíció a Luxemburgi Keresztényszocialista Néppárt és a Luxemburgi Szocialista Munkáspárt között.
2013: Felbomlik a  koalíció. Az október 20-i előrehozott választások után háromoldalú szövetség jön létre a keresztényszocialisták ellen. A Munkáspárt a Demokrata Párt és a Zöldek új koalíciót alkotnak azzal a céllal, hogy modernizálják az országot és felkészüljenek a jövőre.
2019: Megújul a koalíció a Luxemburgi Szocialista Munkáspárt, a Demokrata Párt és a Luxemburgi Zöldek között.

## Választási Eredmények

### Luxemburgi Képviselőház
Mandátumok száma:
Szavazatok aránya:

### Elnökék 1945 ota
- 1945–1951 Michel Rasquin
- 1951–1952 Paul Wilwertz
- 1952–1954 Albert Bousser
- 1954–1955 Émile Ludwig
- 1955–1959 Paul Wilwertz
- 1959–1970 Henry Cravatte
- 1970–1974 Antoine Wehenkel
- 1974–1980 Lydie Schmit
- 1980–1985 Robert Krieps
- 1985–1997 Ben Fayot
- 1997–2004 Jean Asselborn
- 2004–2014 Alex Bodry
- 2014–2019 Claude Haagen
- 2019–2020 Franz Fayot
- 2020–2022 Yves Cruchten
- 2022– Dan Biancalana & Francine Closener